# Park Kyung-Mo
Park Kyung-Mo (en coreano: 박경모; 15 de agosto de 1975) es un deportista surcoreano que compitió en tiro con arco, en la modalidad de arco recurvo.
Participó en dos Juegos Olímpicos de Verano en los años 2004 y 2008, obteniendo tres medallas, oro en Atenas 2004 y oro y plata en Pekín 2008. Ganó seis medallas en el Campeonato Mundial de Tiro con Arco al Aire Libre entre los años 1993 y 2005.

## Palmarés internacional
| Juegos Olímpicos                 | Juegos Olímpicos            | Juegos Olímpicos  | Juegos Olímpicos |
| Año                              | Lugar                       | Medalla           | Prueba           |
| -------------------------------- | --------------------------- | ----------------- | ---------------- |
| 2004                             | Atenas (Grecia)             | Medalla de oro    | Equipo           |
| 2008                             | Pekín (China)               | Medalla de oro    | Equipo           |
| 2008                             | Pekín (China)               | Medalla de plata  | Individual       |
| Campeonato Mundial al Aire Libre |                             |                   |                  |
| Año                              | Lugar                       | Medalla           | Prueba           |
| 1993                             | Antalya (Turquía)           | Medalla de oro    | Individual       |
| 1993                             | Antalya (Turquía)           | Medalla de plata  | Equipo           |
| 2001                             | Pekín (China)               | Medalla de oro    | Equipo           |
| 2001                             | Pekín (China)               | Medalla de bronce | Individual       |
| 2003                             | Nueva York (Estados Unidos) | Medalla de oro    | Equipo           |
| 2005                             | Madrid (España)             | Medalla de oro    | Equipo           |